# Clay County (Minnesota)
|  | For artikler om andre amter med samme navn, se Clay County |
Clay County er et amt i den amerikanske delstat Minnesota. Det ligger vestligt i delstaten og grænser mod Norman County i nord, Becker County i øst, Otter Tail County i sydøst og mod Wilkin County i syd. Det har også en statsgrænse mod delstaten North Dakota i vest.
Clay Countys totale areal er 2.727 km², hvoraf 19 km² er vand. År 2000 havde amtet 51.229 indbyggere og administrationscentret ligger i byen Moorhead, som også er amtets største by.
Amtet hed oprindelig Breckenridge County, men fik sit nuværende navn efter statsmanden Henry Clay i 1862.